# BGW Bielefelder Gesellschaft für Wohnen und Immobiliendienstleistungen
Die BGW Bielefelder Gesellschaft für Wohnen und Immobiliendienstleistungen mbH ist ein kommunales Unternehmen der Immobilienwirtschaft in Bielefeld. Eigentümer der BGW sind zu 75 % die Stadt Bielefeld, zu 15 % die Ravensberger Heimstättengesellschaft mbH (LEG-Immobilien-Gruppe) und zu 10 % die Freie Scholle (Bielefeld). Die BGW besitzt rund 11.800 Wohnungen und 270 gewerbliche Einheiten.

## Geschichte
Die BGW wurde am 1. April 1950 zum Wiederaufbau des durch den Zweiten Weltkrieg schwer zerstörten Wohnungsbestandes in Bielefeld gegründet. Sie hat 13 Kindertagesstätten gebaut und stellt als Vermieterin Räume für zwei Kindertagesstätten und mehrere Elterninitiativen zur Verfügung. 2016 ändert sie ihren Namen von „Bielefelder Gemeinnützige Wohnungsgesellschaft“ in „BGW Bielefelder Gesellschaft für Wohnen und Immobiliendienstleistungen“.
Auf Initiative vom Verein Alt und Jung und der BGW gibt es bereits seit 1996 das sogenannte Bielefelder Modell. Es gilt als eines der ältesten und bewährten Konzepte der alternsgerechten Quartiersentwicklung. Dies wurde von der Universität Bielefeld evaluiert. Es wurde in mittlerweile mehr als 20 Projekten in Bielefeld umgesetzt und in vielen anderen Städten bundesweit übernommen. Das Bielefelder Modell sieht vor, selbstbestimmtes Wohnen mit Versorgungssicherheit zu gewährleisten.

## Auszeichnungen
- 2023: Auszeichnung mit dem Gütesiegel "Best Place to Learn"
- 2010: Bürgerpreis im Fassadenwettbewerb mit der Voltmannstraße 205[8]
- 2008: Deutscher Bauherrenpreis für die Wohnanlage an der Heinrichstraße[9]
- 2005: 1. Sonderpreis für Wohnen und personenbezogene Dienstleistung des Landes NRW für das „Bielefelder Modell“[10]
- 2001: 1. Preis im bundesweiten Wettbewerb „Wer baut für die Zukunft?“ für die Solarsiedlung an der Schneidemühler Straße[11]
- 1967: Architekturpreis des Bundes Deutscher Architekten Ostwestfalen für die Atriumhäuser im Siedlungsgebiet Bültmannshof, Architekt Jürgen Lauster[9]

## Kritik
2002 erwarb die BGW von der Stadt Bielefeld den 1783 erbauten und als denkmalwürdig erkannten Hof Kulbrock. Sie ließ das Gebäude 2018 gegen den vielfältigen Protest aus der Bürgerschaft und mehrere Vereine abbrechen.